# Veine sous-clavière
La veine sous-clavière (aussi appelée sub-clavière) est la continuation de la veine axillaire et va du bord latéral de la première côte au bord médial du muscle scalène antérieur. Ici elle se joint à la veine jugulaire interne pour former la veine brachiocéphalique.
La veine sous-clavière suit l'artère subclavière, et en est séparée en arrière par le muscle scalène antérieur. Son diamètre est approximativement celui d'un petit doigt.
La veine sous-clavière gauche est le site où les chylomicrons formés dans les intestins à partir de la graisse alimentaire entrent dans la circulation sanguine, depuis le canal thoracique.

## Ponction de la veine sous-clavière
Avec la veine jugulaire interne, la ponction de la veine sous-clavière est un abord habituel pour disposer d'une voie veineuse centrale permettant de perfuser de nombreux médicaments avec une sécurité maximale pendant une durée prolongée ou lorsque les veines périphériques ne sont plus disponibles.
Il y a un risque de :
- pneumothorax par ponction accidentelle de la plèvre toute proche ;
- ponction de l'artère sous-clavière avec la possibilité de constitution d'un hématome difficilement compressible de par sa localisation, ce qui fait que cette voie est évitée en cas de problème de coagulation[1].

Le risque infectieux et de thrombose est moindre qu'avec la voie jugulaire.
Sa ponction nécessite uniquement un repérage osseux, ce qui fait qu'il est possible d'utiliser cette voie, même en cas d'arrêt cardio-circulatoire (ce qui n'est pas le cas de la ponction de la veine jugulaire interne qui nécessite de repérer la pulsation de l'artère carotide interne. Elle peut être également faite avec l'aide d'une échographie Doppler vasculaire, ce qui permet de diminuer le risque d'accident ou d'échec de la procédure.
La voie sous-clavière est également largement utilisée pour l'introduction des sondes de stimulation cardiaque définitive lors de la pose d'un stimulateur cardiaque.